# Nia Tholus
Il Nia Tholus è una struttura geologica della superficie di Marte.